# بروجكت ون (سان فرانسيسكو)
كان بروجكت ون مشروعًا لمجتمع متعمّد القيام به، ويوصف أحيانًا بأنه مجتمع تقني، خطط لإقامته في سان فرانسيسكو، كاليفورنيا في الولايات المتحدة في مستودع مهجور لتصنيع الحلوى، واستمر المجتمع من 1971 إلى 1980، وكان أول «مجتمع مستودع» في سان فرانسيسكو. كان جزءًا مهمًا من الثقافة المضادة في الستينيات والسبعينيات، وكان يضم عشرات الحرفيين والنحاتين وصناع السينما والتقنيين. ولا يوجد لدى المجتمع المحلي هيكل تنظيمي رسمي. اتخذت قرارات رسمية من خلال اجتماع طوعي أسبوعي للأعضاء الذين اتخذوا قرارات على أساس توافق الآراء بين الحاضرين.
أطلق بروجكت ون (المشروع الأول) من قبل المعماري رالف سكوت، وهو طالب سابق في بكمنستر فولر، سرعان ما أصبح بيئة تعلم متعددة التخصصات. كان محور المفهوم مدرسة الترميز الثانوية البديلة، التي أسسها سكوت وتقع في مساحة كبيرة ذات سقف عال في الطابق الأول. كانت العديد من هذه المنظمات غير الربحية المقيمة والأعمال التجارية الصغيرة بمثابة موارد للطلاب الذين كانوا أيضًا أعضاء في المجتمع الأكبر. وجد الطلاب معلمين يقدمون التدريب على المهارات وفرص لتعزيز ممارسة واكتساب مهارات جديدة. أحد هذه المشاريع، المورد الأول، الذي صُمم كمركز حاسوبي للناس مزود بالحاسوب المركزي «إكس دي إس-940» الذي تم التبرع به.

## البناء
وعندما استؤجر هذا المستودع المهجور لأول مرة في عام 1970، أزيلت جميع الجدران الداخلية والهياكل السابقة. وكان خاليًا تمامًا باستثناء الأعمدة الهيكلية الداعمة للطوابق الأربعة الموجودة في الأعلى. كان هناك أيضًا شقة. بُني المبنى بخرسانة مدعمة بالفولاذ، وكان مساحة الطابق الإجمالية تبلغ 84 ألف قدم مربع. عندما سُكنت لأول مرة، صمم الناس الذين عاشوا وعملوا هناك كل الجدران، والممرات، والمكاتب والمساحات الحية، وبنوها. 

## المنظمات الراسية

### المورد الأول
المفهوم الأولي والتنظيم قام به: بام هاردت. المديرون: بام هاردت، ولي فيلزنشتاين، وأفريم ليبكن، وجيد ريفي، وستيف روبنسون، وشارون ألتوس، وبول وارد، وكريس ماسي، وفريد رايت، وهنري فيدلر، ومايك تشادويك، وجون كوني، وفورد توربينج، وكريس نيوستروب، وبارت بيرغر، وجاري ماككو بوب هيمر. صُوّر كمركز حاسوب للناس، وعرض المورد الأول حاسوبًا مركزيًا «إكس دي إس-940».

### دليل إحالة الخدمات الاجتماعية
قبل نشر وتوزيع دليل الإحالة إلى الخدمات الاجتماعية، اعتمد العاملون الاجتماعيون وغيرهم من الموظفين في وكالات سان فرانسيسكو على المواد الشخصية، والكتيبات والقوائم من أجل إحالة زبائنهم إلى خدمات إضافية ومناسبة. تغيرت المعلومات الهامة داخل الوكالات بشكل متكرر وناجح.
استخدم فريق التصميم والتطوير والتنفيذ في المورد الأول (ماري جانوفيتز، وكريس ماسي، وشيري ريسون، وميا شوني) حاسوبهم الكبير «إكس دي إس-940» الذي برمجه كريس ماسي لمعالجة تخزين المعلومات واسترجاعها. وأسفرت عملية موحدة لجمع البيانات عن طبع قوائم الوكالة على ورق ذي ثلاث فتحات. وزعت رباعيات الأوراق على الوكالات المشاركة، التي دفعت رسمًا اسميًا لإرسال حزمة شهرية تتضمن عشرة قوائم جديدة، ومن عشرة إلى عشرين قائمة منقحة.
في الوقت الذي يرسل فيه بعض موظفي الوكالة معلومات كلما تغيرت البرامج أو القدرات أو المواقع، فإنهم يحتفظون بالمعلومات الحالية، -وإضافة قوائم- يعتمد على موظفي المشاريع الذين يقومون بالاتصال المباشر هاتفيًا بموظفي الوكالة. رُتبت القوائم أبجديًا خلف الألسنة، وقدمت صفحات الفهرس لمحة عامة عن الأحياء، واللغات المنطوقة، وأنواع الخدمة وغيرها من المعايير.
انضمت جوان ليفكوفيتز إلى الفريق في أوائل عام 1974 ثم جاءت كاترينا لانر-كوسين. وفي العام التالي، أسفر حوار مع منظمة الطريق المتحد لمنطقة خليج سان فرانسيسكو، ورؤساء الخدمات الاجتماعية وصندوق أسرة زيلرباخ، عن تولية المسؤولية لشركة لمنظمة الطريق المتحد. وفي صيف عام 1994، عبرت المنظمة أنها غير قادرة على مواصلة الخدمة. واستولت مكتبة سان فرانسيسكو العامة «إس إف بي إل» على دليل الخدمات المجتمعية في سان فرانسيسكو المعروف بقاعدة بيانات الخدمات المجتمعية. أبقت الإدارة على قاعدة بيانات على الإنترنت حتى ربيع عام 2009.

### قدامى محاربي فياتان في سان فرانسيسكو
المديرون: لي ثورن، مايك أوليفر، وجاك ماكلوكي، وجيم أودونيل، وبوب هانسن، وبول كوكسفي
عام 1967، تأسس قدامى محاربي الحرب الفيتناميين في مدينة نيويورك بعد أن سار ستة من المحاربين معًا في فيتنام في مظاهرة للسلام. كان فرع سان فرانسيسكو من أوائل المجموعات في المشروع الأول، الذي يُنظم ضد حرب فيتنام، ويقدم المشورة والمساعدة لزملائه القدامى.